# 東村山市立八坂小学校
東村山市立八坂小学校（ひがしむらやましりつ やさかしょうがっこう）は、東京都東村山市にある公立小学校。

## 沿革
- 1950年4月 - 東村山町立化成小学校（現 東村山市立化成小学校）八坂分校として開校
- 1954年4月 - 東村山町立八坂小学校として独立開校
- 1958年4月 - 萩山分校を開校
- 1960年4月 - 萩山分校が東村山町立萩山小学校（現 東村山市立萩山小学校）として独立する[2]
- 1964年4月 - 東村山市発足により東村山市立八坂小学校に改称
- 1998年4月 - 市内で初めてコンピュータールーム（PC室）を設置
- 2012年3月 - 市内で初めて全ての教室に冷房を完備

出典：

## コンセプト（教育目標）
どの子にとっても　学校が楽しい

## 学校目標
- 健康な子
- 心豊かな子
- よく考える子

出典：

## 特徴
1. 体育に特に力を入れている
2. 東村山市から英語強化学校認定をされていたことがあるほど、一時期は英語に力を入れていたことがある、グローバル的な学校
3. 1～6年生全学年が均一に関わりを持てるように「レインボー活動」という活動をし、縦割りで交流を行っている

## 学校表彰
- 2007年11月 - 東村山市から国語に力を入れていることを認める東村山市研究奨励校に指定される
- 2015年4月 - 東京都からオリンピック・パラリンピック教育に力を入れていることを認めるオリンピック・パラリンピック教育推進校に指定される
- 2019年8月 - 文部科学省から全国学校体育研究最優秀校受賞に指定され、体育に特に力を入れている

## 通学区域
- 東村山市
  - 本町1丁目4～15
  - 萩山町3丁目19～22、31
  - 栄町2丁目1～2、9～21、29～37、3丁目1～18、24の25、24の42～66、26～37
  - 美住町1丁目1～4、6～9、2丁目1～19、21～24[6]

## 進学先中学校
市立中学校に進学の場合、住所により原則以下のいずれかの中学校に進学する
- 東村山市立東村山第一中学校
- 東村山市立東村山第七中学校